# DFC 8ème Arrondissement
Diplomates Football Club du 8ème Arrondissement w skrócie DFC 8ème Arrondissement – środkowoafrykański klub piłkarski grający niegdyś w środkowoafrykańskiej pierwszej lidze, mający siedzibę w mieście Bangi.

## Sukcesy
- I liga[1]:
  - mistrzostwo (4): 2006, 2011, 2016, 2021.

- Puchar Republiki Środkowoafrykańskiej[2]:
  - zwycięstwo (1): 2010.
  - finał (2): 2011, 2020.

## Występy w afrykańskich pucharach
| Sezon     | Rozgrywki           | Runda   | Kraj     | Klub              | Dom | Wyjazd | Dwumecz |
| --------- | ------------------- | ------- | -------- | ----------------- | --- | ------ | ------- |
| 2011      | Puchar Konfederacji | wstępna | Kamerun  | Tiko United FC    | 0–0 | 1–3    | 1–3     |
| 2012      | Liga Mistrzów       | wstępna | Kamerun  | Les Astres FC     | 1–0 | 1–2    | 2–2     |
| 2012      | Liga Mistrzów       | 1       | Sudan    | Al-Hilal Omdurman | 0–3 | 1–5    | 1–8     |
| 2021/2022 | Liga Mistrzów       | wstępna | Botswana | Jwaneng Galaxy FC | 1–0 | 0–2    | 1–2     |

## Stadion
Domowe mecze klub rozgrywa na stadionie o nazwie Barthélemy Boganda Stadium w Bangi, który może pomieścić 20 000 widzów.